# هربولزهایم
شهر هربولزهایمدر ایالت بادن-وورتمبرگ در کشور آلمان واقع شده‌است.